# Place Mireille
La place Mireille est une voie située dans le quartier du Palais-Royal du 1er arrondissement de Paris.

## Situation et accès
La place Mireille est desservie à proximité les lignes 1 et 7 à la station Palais Royal - Musée du Louvre.

## Origine du nom
Cette place rend hommage à la chanteuse et actrice Mireille Hartuch, dite Mireille (1906-1996), qui vécut de nombreuses années, avec son mari le journaliste et essayiste Emmanuel Berl, au 36 de la rue de Montpensier toute proche.

## Historique

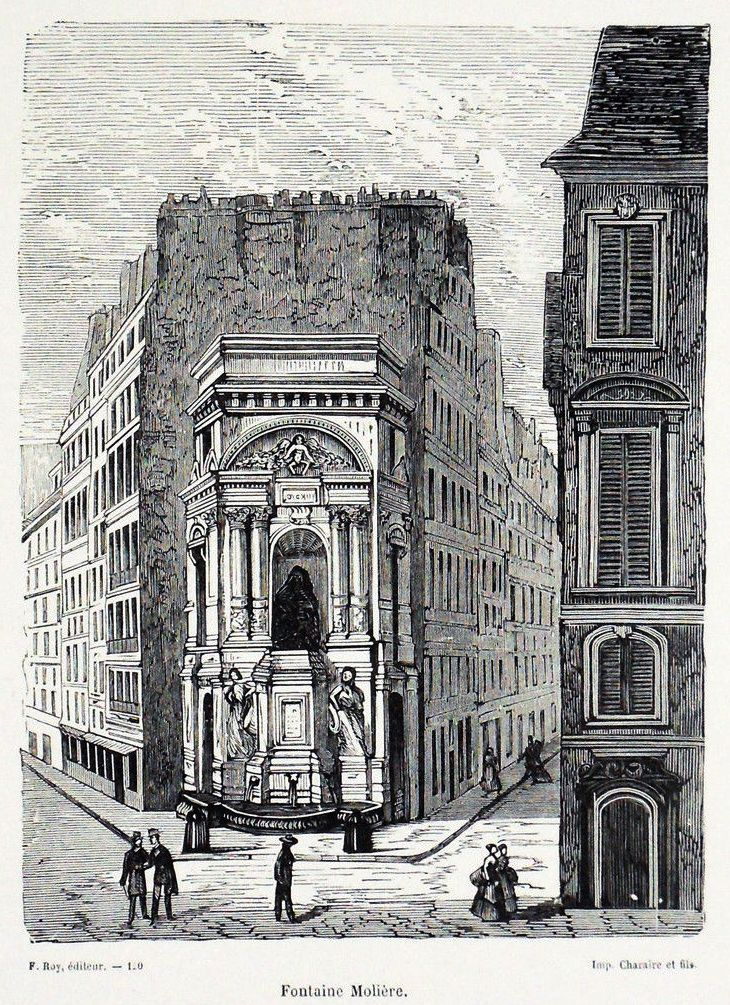
Le carrefour au XIXe siècle.

Cette placette triangulaire est formée par l'angle des rues Molière et de Richelieu. Elle est bordée par la fontaine Molière. Le 22 février 2008, la Ville de Paris décide d'honorer Mireille et sa création, Le Petit Conservatoire de la chanson.

## Bâtiments remarquables et lieux de mémoire
- La fontaine Molière

## Pour approfondir